# Gimnastică la Jocurile Olimpice de vară din 2004

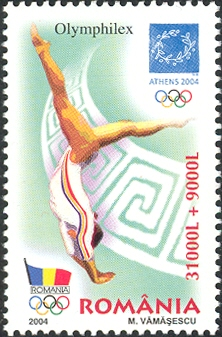
Jocurile Olimpice de vară din 2004

Gimnastica la Jocurile Olimpice din 2004 a fost reprezentată de 18 probe și trei discipline: gimnastică artistică (14 august–23 august), gimnastică ritmică  (26 august–29 august) și trampolină (20 august–21 august).

Probele de gimnastică artistică și trampolină s-au desfășurat la "Olympic Indoor Hall" iar gimnastica ritmică la "Galatsi Olympic Hall".

## Medalii
| Poz. | Țară                       | Aur | Argint | Bronz | Total |
| 1    | România                    | 4   | 3      | 3     | 10    |
| 2    | Statele Unite ale Americii | 2   | 6      | 1     | 9     |
| 3    | Rusia                      | 2   | 3      | 2     | 7     |
| 4    | Ucraina                    | 2   | 0      | 1     | 3     |
| 5    | Japonia                    | 1   | 1      | 2     | 4     |
| 6    | Italia                     | 1   | 1      | 1     | 3     |
| 7    | Canada                     | 1   | 1      | 0     | 2     |
| 8    | China                      | 1   | 0      | 3     | 4     |
| 9    | Germania                   | 1   | 0      | 1     | 2     |
| 9    | Spania                     | 1   | 0      | 1     | 2     |
| 11   | Grecia                     | 1   | 0      | 0     | 1     |
| 11   | Franța                     | 1   | 0      | 0     | 1     |
| 13   | Bulgaria                   | 0   | 1      | 2     | 3     |
| 14   | Coreea de Sud              | 0   | 1      | 1     | 2     |
| 15   | Letonia                    | 0   | 1      | 0     | 1     |

## Gimnastica artistică

#### Masculin
| Probă             | Aur | Argint                                                                                     | Bronz |
| Echipe            | (Japonia) Takehiro Kashima Hisashi Mizutori Daisuke Nakano Hiroyuki Tomita Naoya Tsukahara Isao Yoneda | (Statele Unite) Jason Gatson Morgan Hamm Paul Hamm Brett McClure Blaine Wilson Guard Young | (România) Marian Drăgulescu Ilie Daniel Popescu Dan Nicolae Potra Răzvan Dorin Șelariu Ioan Silviu Suciu Marius Daniel Urzică |
| Individual compus | Paul Hamm (SUA)                                                                                        | Kim Dae-Eun (KOR)                                                                          | Yang Tae-Young (KOR) |
| Sol               | Kyle Shewfelt (CAN)                                                                                    | Marian Drăgulescu (ROM)                                                                    | Jordan Jovtchev (BUL) |
| Bară              | Igor Cassina (ITA)                                                                                     | Paul Hamm (SUA)                                                                            | Isao Yoneda (JPN) |
| Paralele          | Valeri Goncharov (UKR)                                                                                 | Hiroyuki Tomita (JPN)                                                                      | Li Xiaopeng (CHN) |
| Cal cu mânere     | Teng Haibin (CHN)                                                                                      | Marius Daniel Urzică (ROM)                                                                 | Takehiro Kashima (JPN) |
| Inele             | Dimosthenis Tampakos (GRE)                                                                             | Jordan Jovtchev (BUL)                                                                      | Jury Chechi (ITA) |
| Sărituri          | Gervasio Deferr (ESP)                                                                                  | Jevgēņijs Saproņenko (LET)                                                                 | Marian Drăgulescu (ROM) |

#### Feminin
| Probă             | Aur | Argint | Bronz |
| Echipe            | (România) Oana Ban Alexandra Eremia Cătălina Ponor Monica Roșu Nicoleta Daniela Sofronie Silvia Stroescu | (Statele Unite) Mohini Bhardwaj Annia Hatch Terin Humphrey Courtney Kupets Courtney McCool Carly Patterson | (Rusia) Liudmila Ezhova Svetlana Khorkina Maria Krioutchkova Anna Pavlova Elena Zamolodchikova Natalia Ziganchina |
| Individual compus | Carly Patterson (SUA)                                                                                    | Svetlana Khorkina (RUS)                                                                                    | Zhang Nan (CHN)                                                                                                   |
| Bârnă             | Cătălina Ponor (ROM)                                                                                     | Carly Patterson (SUA)                                                                                      | Alexandra Eremia (ROM)                                                                                            |
| Sol               | Cătălina Ponor (ROM)                                                                                     | Daniela Sofronie (ROM)                                                                                     | Patricia Moreno (ESP)                                                                                             |
| Paralele inegale  | Émilie Le Pennec (FRA)                                                                                   | Terin Humphrey (SUA)                                                                                       | Courtney Kupets (SUA)                                                                                             |
| Sărituri          | Monica Roșu (ROM)                                                                                        | Annia Hatch (SUA)                                                                                          | Anna Pavlova (RUS)                                                                                                |

## Gimnastică ritmică
| Probă             | Aur                 | Argint                | Bronz                |
| Echipe            | (Rusia)             | (Italia)              | (Bulgaria)           |
| Individual compus | Alina Kabaeva (RUS) | Irina Tchachina (RUS) | Anna Bessonova (UKR) |

## Trampolină
| Probă               | Aur                  | Argint                     | Bronz                |
| Masculin individual | Iuri Nikitin (UKR)   | Alexander Moskalenko (RUS) | Henrik Stehlik (GER) |
| Feminin individual  | Anna Dogonadze (GER) | Karen Cockburn (CAN)       | Huang Shanshan (CHN) |